# Gare de Woerden
La gare de Woerden (en néerlandais : station Woerden) est une gare néerlandaise située à Woerden, dans la province d'Utrecht, ouverte en 1855.

## Situation ferroviaire
La gare de Woerden est située sur les lignes d'Utrecht à Rotterdam et de Woerden à Leyde.

## Histoire
La gare est mise en service le 21 mai 1855. Le bâtiment actuel de style Art nouveau est ouvert en 1911.
Entre les années 1993 et 1996, la gare est modernisée. Bien que le bâtiment existant fut conservé, des interventions importantes ont eu lieu. L'ancien pont piétonnier en bois au-dessus des voies a été remplacé par une version plus moderne, l'ancien toit en bois sur les voies a été remplacé, une entrée du côté sud de la gare a été ajouté et enfin une extension moderne a été ajoutée à l'entrée permettant de gérer un afflux plus important de voyageurs.